# Wolfstein (Nadrenia-Palatynat)
Wolfstein – miasto w południowo-zachodnich Niemczech, w kraju związkowym Nadrenia-Palatynat, w Powiecie Kusel, siedziba gminy związkowej Lauterecken-Wolfstein. Do 30 czerwca 2014 siedziba gminy związkowej Wolfstein. W 2009 miasto zamieszkiwane było przez 2 003 osoby.

## Historia
Miasto zostało założone w 1275 roku przez króla Rudolfa I Habsburga i wkrótce otrzymało prawa miejskie. W czasie okupacji lewego brzegu Renu przez rewolucjonistów francuskich miasto zostało zajęte i przeszło w posiadanie Francji (na podstawie Pokoju w Lunéville). Na mocy postanowień Kongresu wiedeńskiego w 1814 roku Wolfstein stał się częścią Królestwa Bawarii. Od 1947 roku miasto należy do kraju związkowego Nadrenia-Palatynat. Od 1971 roku Wolfstein jest siedzibą gminy związkowej o tej samej nazwie.

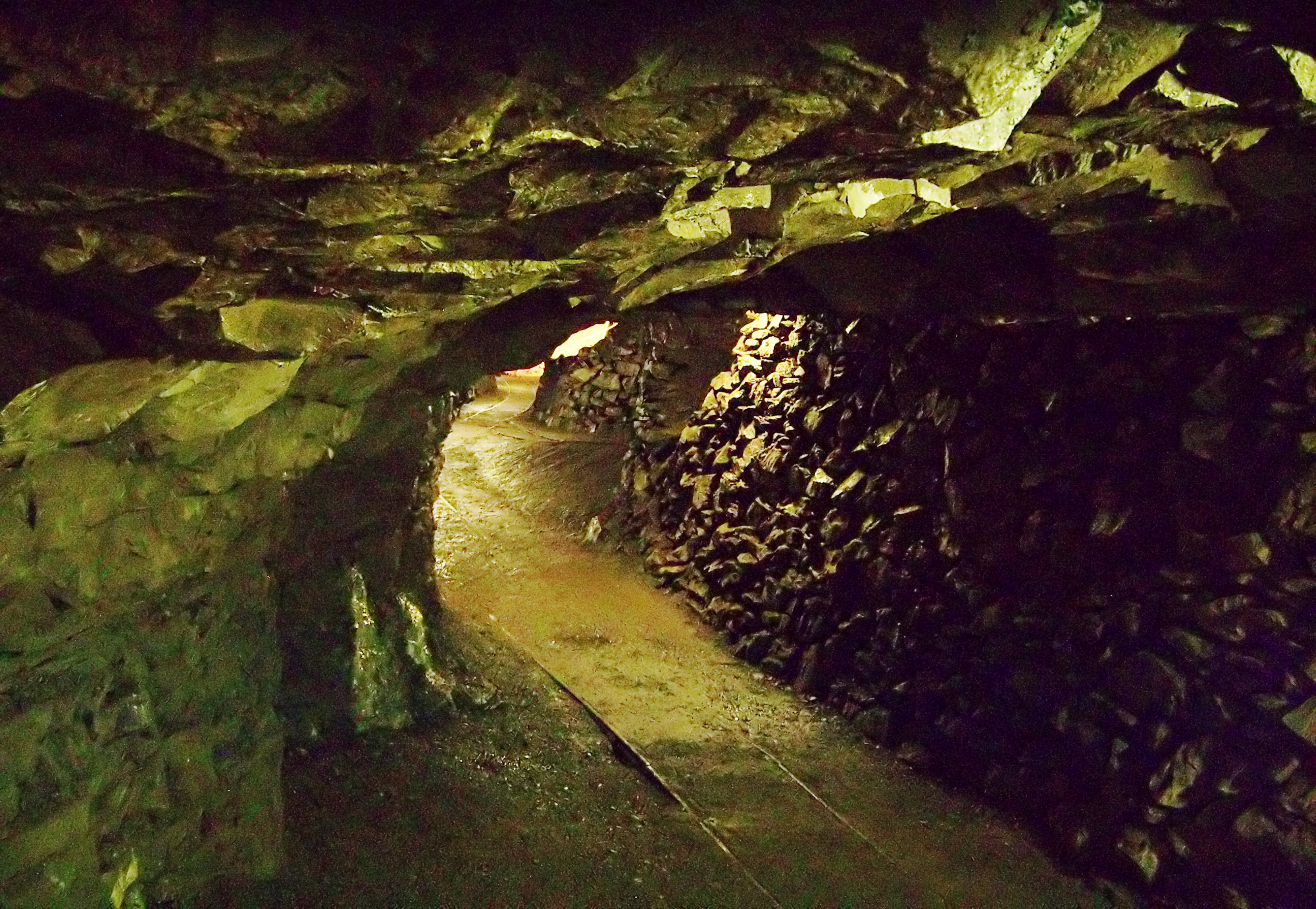
Kopalnia wapna Wolfstein

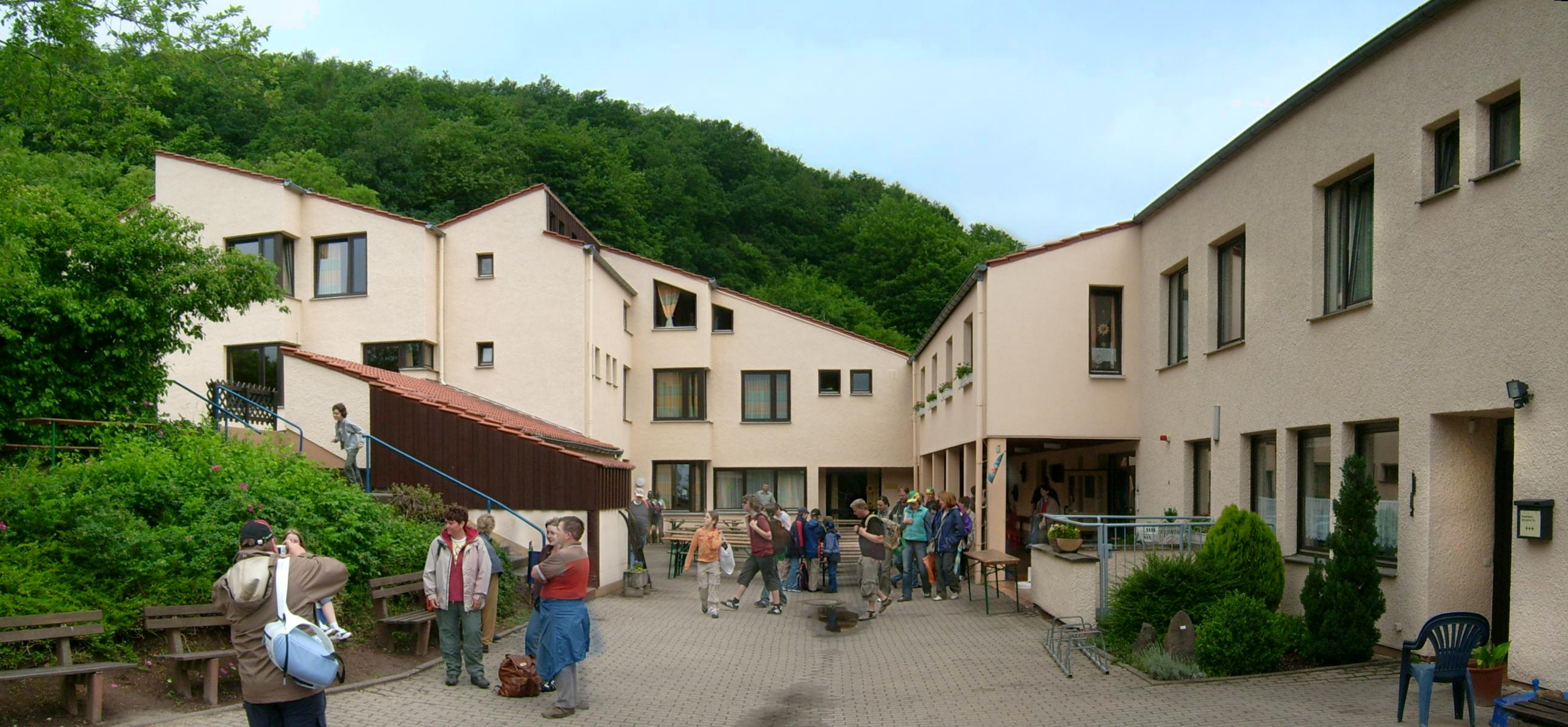
Schronisko młodzieżowe Wolfstein

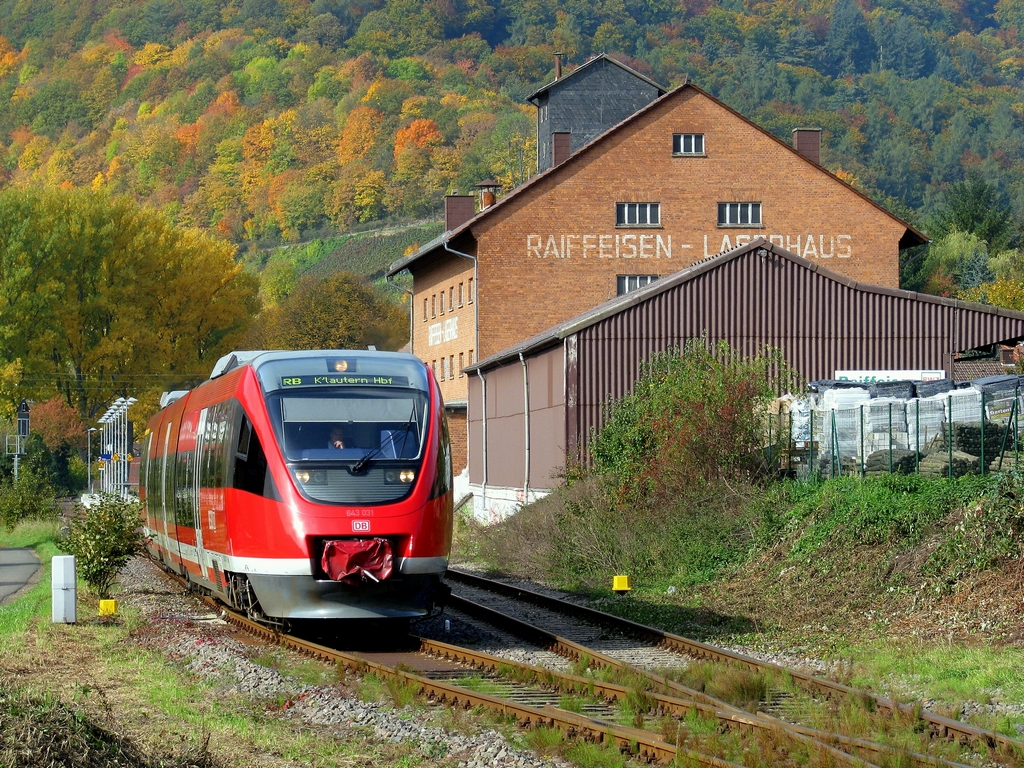
Dworzec kolejowy Wolfstein

## Zabytki
- zamek Alt-Wolfstein (Burg Alt-Wolfstein) z XII wieku;
- zamek Neu-Wolfstein (Burg Neu-Wolfstein) z XIV wieku;
- kopalnia wapna "Königsberg" zamknięta w 1967 roku;

## Komunikacja

### Drogi
Miasto położone jest przy drodze krajowej B270.

### Kolej
Miasto położone jest przy linii kolejowej łączącej Kaiserslautern z Lauterecken.

## Osoby urodzone w Wolfstein
- Friedrich Jossé (1897–1994), malarz i grafik
- Ernst Krieger (1867–1943), prawnik i szachista
- Franz Schmitt (1816–1891), malarz
- Fritz Zolnhofer (1896–1965), malarz

## Miasta partnerskie
- Verdun-sur-le-Doubs